# Tsaghkashat (Armenia)
Tsaghkashat (in armeno Ծաղկաշատ?) è un comune armeno di 273 abitanti (2001) della Provincia di Lori in Armenia.